# Gillett Griffin
Gillett Good Griffin (* 22. Juni 1928 in Brooklyn, New York City; † 9. Juni 2016 in Princeton) war Kurator der Bibliothek an der Princeton University.

## Leben
Seine Eltern, Albert und Alma Griffin, zogen mit ihm nach Greenwich, wo er die Greenwich Country Day School besuchte und sich für Geschichte, Kunst und klassische Musik begeisterte. 
Ab 1942 besuchte er die Deerfield Academy in Massachusetts. Er begann Kinderbücher aus New England aus der Zeit vor 1846 zu sammeln. 1947 wurde er an der Yale School of Fine Arts angenommen. 
Er entwickelte Interesse für präkolumbische Kunst. Nachdem er 1951 seinen Bachelor of Fine Arts erworben hatte, setzte er sein Studium in Yale fort. 
Er schrieb und illustrierte das Kinderbuch A Mouse's Tale. 
Im Sommer 1952 wurde er Nachfolger von Elmer Adler, dem Kurator für Graphic Design an der Princeton University Library. 
1954 wurde er von Margot Einstein zum Abendessen eingeladen.
1957 entwarf er Bücher für die Princeton University Press. 
1966 reiste er für ein Jahr nach Mexiko, wo er in der Juxtlahuaca-Höhle Olmeken-Bilder entdeckte. 
Bei seiner Rückkehr wurde er Kurator für präkolumbische und primitive Kunst am Princeton University Art Museum.